# PLCE

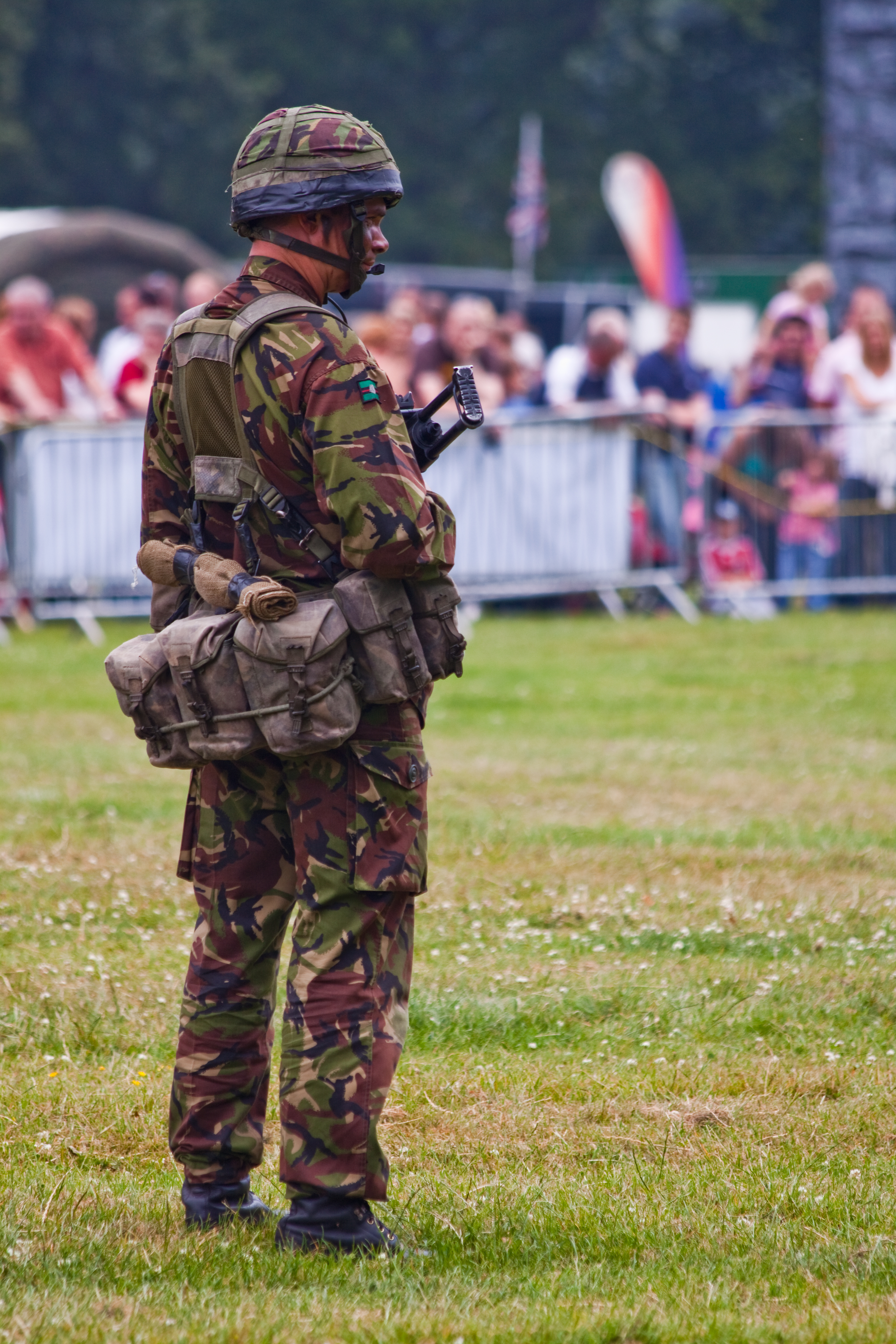
Żołnierz wyposażony w PLCE

PLCE (ang. Personal Load Carrying Equipment) – nazwa jednego ze współczesnych modułowych systemów oporządzenia żołnierzy, po raz pierwszy wprowadzonego do użytku w 1985 roku w armii brytyjskiej i następnie udoskonalonego w 1990 oraz 1995 roku. PLCE używany jest głównie w jednostkach armii brytyjskiej (British Army, Royal Marines, Territorial Army). Wszedł także na wyposażenie innych armii, m.in. Danii, Australii i Litwy.

## Historia
Jeszcze na początku lat 80. XX wieku podstawowym oporządzeniem żołnierzy armii brytyjskiej był modułowy system wz. 1958 (58 Pattern). Podczas brytyjsko-argentyńskiego konfliktu o Falklandy w 1982 roku szybko okazało się, że system ten jest przestarzały i nie spełnia już wymagań współczesnego pola walki. Wkrótce dowództwo brytyjskich sił zbrojnych zleciło zaprojektowanie nowego oporządzenia. W ten sposób powstał system PLCE, który tym różnił się od poprzednika, że do jego wykonania użyto nowoczesnych i wytrzymałych materiałów (głównie Cordura), unowocześniono szelki główne (sześciopunktowe z paroprzepuszczalną siatką na plecach zamiast tradycyjnych szelek typu "H") oraz zmieniono kształt i funkcjonalność poszczególnych modułów. Pierwsza seria (PLCE 85 Pattern) trafiła na wyposażenie w połowie lat 80., zaś jej unowocześniona wersja (PLCE 90 Pattern) na przełomie lat 80. i 90. System nadal udoskonalano i jego ostateczna wersja (PLCE 95 Pattern - w kamuflażu DPM), którą zaczęto wprowadzać do jednostek w połowie lat 90., ostatecznie wyparł modułowe systemy oporządzenia starszego typu. Do dziś system PLCE stanowi podstawowy model oporządzenia armii brytyjskiej, gdzie stopniowo zastępowany jest przez nowoczesne kamizelki taktyczne (Assault Vest). System PLCE, w mniej lub bardziej zmodyfikowanych formach, jest stosowany także w wielu innych armiach świata. Jest także bardzo popularny wśród osób uprawiających sporty strzeleckie (np. paintball czy airsoft).

## Elementy systemu PLCE
Na brytyjski system PLCE składają się dwa podstawowe elementy:
- szelki główne (Yoke Main) z sześcioma paskami nośnymi;
- pas (Main Belt).

Do pasa i szelek dołącza się moduły dodatkowe (w różnej konfiguracji), z których podstawowe to:
- kieszeń boczna (Pouch Side) – podpinane do plecaka bądź bezpośrednio do Yoke Pouch Side;
- ładownica na magazynki SA80 (Pouch Ammunition) – pojedyncze (Single) bądź podwójne (Double) ładownice mocowane do pasa, najczęściej z jego obu stron;
- kieszeń ogólnego zastosowania (Pouch Utility) – mocowany do pasa;
- kieszeń na manierkę (Carrier Water Canteen) – mocowany do pasa;
- pokrowiec na łopatkę (Pouch Entrenching Tool) – mocowany do pasa bądź plecaka;
- kieszeń na radio (Pouch Radio) – mocowany do szelek;
- żabka bagnetu (Frog Bayonet SA80) – mocowana do pasa lub innych ładownic;
- żabka nożyc do drutu (Wire Cutter Frog) – mocowana do pasa;
- pokrowiec na maczetę (Machette Case) – mocowany do pasa;
- torba na maskę przeciwgazową S10 (Haversack Respirator S10) – noszona osobno, na własnym pasie nośnym przewieszanym przez ramię lub mocowana do pasa;
- kabura na pistolet (Pistol Holster) – najczęściej noszona na własnym pasie nośnym;
- plecak na wodę (Hydration Pack) – mocowany do szelek lub plecaka;
- pozostałe torby specjalistyczne, używane w miarę potrzeb (np. torby medyczne, pokrowce radiostacji, torby na narzędzia itp.).

System montuje się poprzez założenie ładownic na pas (Main Belt) w wybranej konfiguracji, zamocowanie 4 pasków szelek do ładownic (Pouch Ammunition lub Pouch Utility) oraz pozostałych 2 pasków szelek do tylnej części pasa. Ładownice zakłada się po bokach i w tylnej części pasa. Przednia część pasa pozostaje zazwyczaj wolna, aby umożliwić swobodne położenie się użytkownika bez blokowania dostępu do ładownic.
System uzupełniają plecaki o różnej pojemności (Bergen, Other Arms, Rucksack, Assault Pack). Do większości plecaków dopina się kieszenie boczne (Pouch Side). Same kieszenie boczne mogą służyć jako mały plecak (Daypack) po przypięciu ich do specjalnych szelek (Yoke Pouch Side).

## Kolorystyka
Poszczególne części systemu PLCE w armii brytyjskiej występują w trzech wersjach kolorystycznych:
- kamuflaż typu DPM Woodland (2 odcienie zieleni, brąz i czerń) – najczęściej spotykany;
- kamuflaż typu DPM Desert (brąz i żółć piaskowa) – rzadko spotykany, używany na terenach pustynnych;
- kolor Olive Drab (oliwkowy) – PLCE 90 Pattern - używany dziś głównie przez kadetów.